# 1030
| Calendário gregoriano                                                        | 1030 MXXX                                             |
| Ab urbe condita                                                              | 1783                                                  |
| Calendário arménio                                                           | 479 – 480                                             |
| Calendário bahá'í                                                            | -814 – -813                                           |
| Calendário budista                                                           | 1574                                                  |
| Calendário chinês                                                            | 3726 – 3727 Início a 6 de fevereiro (aproximadamente) |
| Calendário copta                                                             | 746 – 747                                             |
| Calendário etíope                                                            | 1022 – 1023                                           |
| Calendários hindus - Vikram Samvat - Calendário nacional indiano - Cáli Iuga | 1085 – 1086 951 – 952 4130 – 4131                     |
| Calendário Holoceno                                                          | 11030                                                 |
| Calendário islâmico                                                          | 421 – 422                                             |
| Calendário judaico                                                           | 4790 – 4791                                           |
| Calendário persa                                                             | 408 – 409                                             |
| Calendário rúnico                                                            | 1280                                                  |
| Calendário solar tailandês                                                   | 1573                                                  |

1030 (MXXX, na numeração romana) foi um ano comum do século XI do Calendário Juliano, da Era de Cristo, e a sua letra dominical foi D (53 semanas), teve início a uma quinta-feira e terminou também a uma quinta-feira.
No território que viria a ser o reino de Portugal estava em vigor a Era de César que já contava 1068 anos.
| Ano completo                        |
| ----------------------------------- |
| Ano comum com início à quinta-feira |

## Eventos

### Europa
- 29 de Julho — Batalha de Stiklestad (Noruega): Olavo II da Noruega perde para seus vassalos pagãos e é morto em batalha. Mais tarde seria canonizado, tornando-se santo patrono da Noruega e Rex perpetuum Norvegiae (o rei eterno da Noruega).
- Agosto - derrota bizantina na Batalha de Azaz.
- É fundada a cidade de Kaunas, na Lituânia.
- É fundada a cidade de Tartu, na Estónia.
- Primeira menção à cidade de Thalwil, na Suíça.
- Henrique I de França revolta-se contra seu pai, Roberto.

### Ásia
- O historiador e estudioso chinês Ouyang Xiu obtém, em sua terceira tentativa, o grau jinshi ao passar nos dificílimos Exames Imperiais, com apenas 22 anos de idade, durante a Dinastia Sungue.
- O imperador bizantino Romano III Argiro invade a Síria.
- Maçude I assume o trono do Império Gasnévida após a morte do seu pai, Mamude de Gásni.

## Nascimentos
- 26 de Julho — Santo Estanislau, Cracóvia (m. 1079).
- Balduíno VI da Flandres (m. 1070).
- Usevolodo I (m. 1093).
- Berengário II de Millau. foi Visconde de Millau (m. 1080).
- Munio Gonçalves, Conde das Astúrias (m. 1097).
- Gerardo I da Lorena, duque da Lorena (m. 1070).
- Simão I de Monforte conde e Senhor de Monforte de Amaury (m. 1087).
- Amadeu II de Saboia, conde Saboia (m. 1080).
- Egas Gosendes de Baião Rico-Homem, cavaleiro medieval português. Deu foral à vila de Sernancelhe.

## Mortes
- Munio Gonçalves, conde das Astúrias (n. 1097).
- Munio Moniz de Bierzo, conde de Bierzo (n. 1097).
- 31 de Janeiro — Guilherme V da Aquitânia, duque da Aquitânia e conde de Poitou (n. 969).
- 30 de Abril — Mamude de Gásni.
- 19 de Julho — Adalberon, bispo de Laon.
- 29 de Julho — Olavo II da Noruega (n. 995).